# Jung Yi-seo
Jung Yi-seo (en hangul, 정이서; nacida en Seúl el 13 de agosto de 1993) es una actriz surcoreana.

## Vida personal
Jung Yi-seo nació en Seúl en 1993, pero vivió en Estados Unidos desde los tres hasta los doce años. Cuando volvió a Corea no podía hablar bien el coreano y esto provocó unos años de soledad en la escuela. En una ocasión fue sola al cine y vio la película Lump Sugar (2006, protagonizada por Im Soo-jung), y ahí nació su deseo de ser actriz.

## Carrera
Desde su debut en 2014 hasta 2019 Jung Yi-seo tuvo pequeños papeles en algunas películas como Real y Duck Town. Pero el personaje que le dio cierta notoriedad llegó en 2019 con la película Parásitos: en ella fue la joven dueña de la pizzeria. Aunque había hecho la audición para otro papel, el director Bong Joon-ho le asignó este personaje previa adaptación del mismo, pues estaba previsto para una persona de alrededor de cincuenta años.
El 6 de abril de 2020 firmó un contrato exclusivo con la agencia de representación J.Wide-Company.
En 2020 fue una guionista de televisión en la serie Tale of the Nine Tailed. Este fue el año también en el que obtuvo su primer papel protagonista en cine, en la película On July 7. En ella interpreta el papel de Mi-joo, una chica que trabaja en ventas telefónicas y que conoce a un joven que sueña con convertirse en director de cine.
En 2021 tuvo una actuación destacada en la serie Mine. Su papel fue el de una joven empleada doméstica en la mansión de la familia protagonista, que tiene una historia de amor con el hijo primogénito, lo que provoca que sea expulsada de la casa. La misma actriz consideró en su momento que este trabajo constituyó un primer punto de inflexión en su carrera.
En 2022, en la exitosa serie de zombis Estamos muertos, su personaje es el de la primera estudiante de la escuela que se infecta con el virus.

## Filmografía

### Cine
| Año  | Título                       | Hangul              | Papel                                     | Notas                     | Ref.          |
| ---- | ---------------------------- | ------------------- | ----------------------------------------- | ------------------------- | ------------- |
| 2014 | Kundo: Age of the Rampant    | 군도: 민란의 시대   | Si-ra                                     |                           | [ 3 ]         |
| 2017 | Real                         | 리얼                | Adicta en el club de la estancia secreta  |                           | [ 8 ]         |
| 2018 | Duck Town                    | 수성못              | Una mujer que cree en la estación de paso |                           |               |
| 2019 | Parásitos                    | 기생충              | Propietaria de la pizzeria                |                           | [ 4 ]         |
| 2020 | On July 7                    | 7월7일              | Mi-joo                                    | Primer papel protagonista | [ 6 ]         |
| 2020 | Samjin Company English Class | 삼진그룹 영어토익반 | Empleada de la oficina de auditoría       |                           |               |
| 2020 | Josée                        | 조제                | Na-young                                  |                           |               |
| 2022 | Decision to Leave            | 헤어질 결심         | Yoo Mi-ji                                 |                           | [ 4 ] [ 12 ]  |
| 2023 | Sus aficiones                | 그녀의 취미생활     | Jung-in                                   |                           | [ 13 ] [ 14 ] |

### Series de televisión
| Año  | Título                  | Papel                        | Canal              | Notas                                        | Ref.          |
| ---- | ----------------------- | ---------------------------- | ------------------ | -------------------------------------------- | ------------- |
| 2017 | Hello, My Twenties! 2   | Compañera de clase de Ye-eun | jTBC               |                                              |               |
| 2018 | My X Diary              | Lee Bo-na                    | YouTube y Kakao TV | Protagonista. Ocho episodios de diez minutos | [ 15 ]        |
| 2019 | Cat's Bar               | Eun-joo                      | Naver TV           |                                              |               |
| 2019 | Voice 3                 | Kwon Se-young                | OCN                |                                              | [ 16 ]        |
| 2019 | Goodbye B1              | Park Kyung-hee               | KBS2               | Drama especial, temporada 10                 | [ 17 ]        |
| 2020 | Tale of the Nine Tailed | Kim Sae-rom                  | tvN                |                                              | [ 5 ] [ 18 ]  |
| 2021 | Mine                    | Kim Yoo-yeon                 | tvN                |                                              | [ 2 ] [ 9 ]   |
| 2021 | Three                   | Woo Hyung-joo                | KBS2               | Drama especial, temporada 12                 | [ 19 ]        |
| 2021 | Snowdrop                | Shin Kyung-ja                | jTBC               |                                              | [ 20 ] [ 21 ] |
| 2022 | Estamos muertos         | Kim Hyeon-ju                 | Netflix            |                                              | [ 11 ]        |
| 2022 | The King of the Desert  | Na Yi-seo                    | Watcha             |                                              | [ 22 ]        |
| 2023 | Don't Press the Peaches | Jang Ha-gu/Kang Hae-sook     | tvN                | O'PENing, drama en un acto                   | [ 23 ]        |
| 2024 | La paradoja del asesino | Seon Yeo-ok                  | Netflix            |                                              | [ 24 ]        |

## Premios y nominaciones
| Año  | Premios                                     | Categoría    | Papel     | Resultado | Ref.   |
| ---- | ------------------------------------------- | ------------ | --------- | --------- | ------ |
| 2023 | 27.º Festival de Cine Fantástico de Bucheon | Mejor actriz | Her Hobby | Ganadora  | [ 13 ] |